# Srbská Kamenice
Srbská Kamenice (en alemán: Windisch Kamnitz) es una villa en la República Checa, ubicada en la Región de Ústí nad Labem.

## Breve historia
Fundada a principios del siglo XI por los sorbios, refugiados provenientes desde la actual Alemania tras la campaña militar de Enrique II.
En el año 2014, tenía una población de 214 habitantes. Entre sus atracciones turísticas se destaca una iglesia de estilo barroco del 18 y un museo al aire libre de fortificaciones checoslovacas abierto en 1938.
El 27 de enero de 1972, la azafata serbia Vesna Vulović fue la única persona sobreviviente en el choque vuelo 367 de JAT, hecho reclamado por los terroristas ustasha croatas quienes prepararon supuestamente el artefacto explosivo, cuya explosión derribó a dicha aeronave a 10 160 metros (33 333 pies) sobre Srbská Kamenice. Sobre este hecho, la azafata se ha convertido en la ganadora del Guinness Record. Ha visitado el poblado en la conmemoración del 30.mo aniversario del atentado en el año 2002. Un hospedaje local lleva su nombre en su recuerdo (Pensión Vesna).